# Malaconotus monteiri
Gladiador-de-monteiro ou picanço-de-máscara-branca (Malaconotus monteiri) é uma espécie de ave da família Malaconotidae.
Pode ser encontrada nos seguintes países: Angola e Camarões.
Os seus habitats naturais são: regiões subtropicais ou tropicais húmidas de alta altitude.
Está ameaçada por perda de habitat.